# ان‌جی‌سی ۵۶۴۳
ان‌جی‌سی ۵۶۴۳ (انگلیسی: NGC 5643) نام یک کهکشان در صورت فلکی گرگ است. این کهکشان برای اولین بار توسط جیمز دانلوپ در ۱۰ می ۱۸۲۶ با یک تلسکوپ بازتابی ۹ اینچی کشف شد که آن را بسیار کم نور توصیف کرد. این کهکشان توسط جان هرشل نیز مشاهده شد و به کاتالوگ عمومی سحابی‌ها و خوشه‌ها به شماره ۳۵۷۲ اضافه شد.